# Claudia Balboni
Claudia Balboni (Roma, 30 gennaio 1957) è un'attrice, doppiatrice e direttrice del doppiaggio italiana.
Durante gli anni '80 militava nelle file della SAS e dal 1996 lavora come doppiatrice in esclusiva per la CVD.

## Doppiaggio

### Film
- Dolly Parton in Dalle 9 alle 5... orario continuato, Linea diretta - Un'occasione unica
- Greta Scacchi in Misfatto bianco, I protagonisti
- Angela Bassett in Tina - What's Love Got to Do with It, Supernova
- Kristin Chenoweth in Conciati per le feste, Hit and Run
- Maria Conchita Alonso in Ricercati: ufficialmente morti
- Michelle Nicastro in Harry, ti presento Sally...
- Brenda Bakke in Hot Shots! 2
- Verónica Castro in  Angelino e il Papa
- Jamie Lee Curtis in Terror Train
- Nadia Bengala in Pierino torna a scuola
- Emma Thompson in Molto rumore per nulla
- Debra Feuer in Il burbero
- Sarah Berry in La casa 2
- Tia Carrere in Resa dei conti a Little Tokyo
- Mia Farrow in La rosa purpurea del Cairo
- Joan Plowright in Giochi nell'acqua
- Melanie Griffith in Qualcosa di travolgente
- Carol Kane in Aiuto, chi ha lasciato la bambina in taxi?
- Yuriko Hoshi in L'ultima guerra
- Valérie Kaprisky in La medusa
- Sarah Jessica Parker in Navigator
- Deborah Rennard in Lionheart - Scommessa vincente
- Seka in Dolce Alice
- Anna Nicole Smith in Una pallottola spuntata 33⅓ - L'insulto finale
- Antonella Vitale in Grandi magazzini
- Diana Scarwid in Rusty il selvaggio
- Brenda Welch in Spogliamoci così senza pudor...
- Raquel Bianca in Uova d'oro
- Polly Walker in Sliver
- Diane Lane in Charlot
- Diane Venora in Insider - Dietro la verità
- Vinessa Shaw in Eyes Wide Shut
- Kim Swann in La signora ammazzatutti
- Joie Lee in Lola Darling
- Samaire Armstrong in Baciati dalla sfortuna
- Monica Gioia in 7 chili in 7 giorni
- Laura Dern in Il dottor T & le donne
- Dorothy Lamour in La principessa di Bali (ridoppiaggio)

### Film d'animazione
- Sassy ne In fuga a quattro zampe[1], Quattro zampe a San Francisco
- Gnoma bambola in Gnomeo e Giulietta

### Televisione
- Verónica Castro in Angelino e il Papa
- Demetra Hampton in Valentina
- Nancy McKeon in L'albero delle mele
- Jane Lynch e Amy Aquino in Desperate Housewives
- Jewel Staite in Firefly
- Melinda Culea in A-Team
- Mariana Prommel in Incorreggibili
- Siwan Morris in Skins
- Teresa Caputo in Long Island Medium
- Wendy Hoopes in LAX
- Lucy Punch in Cenerentola per sempre
- Deirdre O'Connell in Papà Noè

### Cartoni animati
- Sara Clifton ne Il postino Pat